# Ellen Thesleff
Ellen Thesleff (født 5. oktober 1869 i Helsinki; død 12. januar 1954 i Helsinki) var en finsk maler. Forældrene var overdirektør ved vej- og vandbygningsstyrelsen Alexander August Thesleff og Emilia Mathilda f. Sanmark.

## Uddannelse
Ellen Thesleff blev af sin far opmuntret til at vælge en kunstnerisk løbebane. Efterfølgende gik hun 1885-87 på Adolf von Beckers private tegneskole, samtidig med malerne Helene Schjerfbeck og Akseli Gallen-Kallela. Hun fortsatte 1887-89 på Finska Konstföreningens tegneskole.
Efter studier på maleren Gunnar Berndtsons privatakademi 1889-1891 rejste hun til Frankrig, hvor hun studerede 1891-1892 ved Académie Colarossi i Paris, sammen med en række andre kvindelige kunstnere fra Finland

## Tidlig inspiration
Den europæiske nyromantik, symbolismen, blev en stærk inspiration for Ellen Thesleff. Det første centrale værk Eko (1891) skabte hun i Murole i Finland, hvis natur i det hele taget blev een af hendes store inspirationskilder.
I 1890erne arbejdede hun også med tegning, som for eksempel med blyant og sepia blæk på et enkelt selvportræt i et par år. Tegningen blev dateret både 1894 og 1895, og den blev udstillet begge år på Finska Konstnärernas Årsutställning. Det var lige så betydningsfuldt for hende at udtrykke sig med tegning, det vil sige med linje og lystoner, som med farve i maleri. Selv under sin senere koloristiske periode senere arbejdede hun med den sort/hvide tegning med gråtoner.
Symbolismen repræsenteres af blandt andre maleren Pierre Puvis de Chavannes og står for menneskets andel i en kosmisk harmoni og kunstnerens intuitive stræben efter forbindelse til denne harmoni. Også malerne Eugène Carrières og Odilon Redons mytologiske og drømmeagtige billeder påvirkede hende.
1906 udstillede Ellen Thesleff nye malerier, som var malet med ganske anderledes patos, med  stærk farveholdning - med mindelser om maleren Wassily Kandinskys ekspressive værker.
Sammen med den belgiske maler og keramiker Willy Finch (1854-1930), der levede en stor del af livet i Finland, og den finske maler Magnus Enckell (1870-1925) stiftede Ellen Thesleff kunstnergruppen Septem, som introducerede impressionismen i Finland.
På en rejse til Italien videreudvikledes det ekspressive sprog. 1906 mødte Ellen Thesleff den engelske skuespiller og teaterpraktiker Edward Gordon Craig (1872-1966), som arbejdede med eksperimentalteater. Forholdet mellem de to udviklede sig til et årtier langt venskab. Craig introducerede hende til det grafiske arbejde med træsnit i form af trægravure, idet han opfordrede hende til at udføre træsnit til de første numre af teatertidsskriftet The Mask, som han redigerede. Hun udviklede farvetræsnit med motiver som Firenzes bygninger og broer, Toscanas landskaber og Craigs marionetdukker som figurer i rum .
Arbejdet med farvetræsnittene gav hende samtidig mulighed for at arbejde med de uforudset lysende, af og til sarte farver; en personlig farvelyrik, som kom til at præge også hendes arbejde med oliemaleri til det sidste.

## Udstillinger
- 1891 og fremover på Finska Konstnärernas udstillinger
- Höstudstillingen
- 1897 Allmänna Konst- och Industriutställningen, Stockholm
- 1900 Verdensudstillingen i Paris[5]
- 1908 Finske malere på Salonen i Paris
- 1916 Grafikudstilling i Moskva
- 1917 Finsk kunst på Dobytshinas kunstgalleri i St. Petersborg
- 1927 Grafiske værker i Firenze
- 1931 og 1932 Grafiske værker i Amsterdam og Antwerpen
- 1938 Grafiske værker i London
- 1929 Finlands nutidiga Konst, Stockholm
- 1944 Finsk Nutidskonst, Stockholm
- 1981-1982 Målarinnor, Konstmuseet i Ateneum Helsinki, Tampere Konstmuseum og Åbo Konstmuseum
- 1998 Ateneum Helsinki
- 2006-2007 Moderne kvinder - Kvindelige malere i Norden 1880-1900, Kunstforeningen Gl. Strand, København, Göteborgs konstmuseum og Trondheim Kunstmuseum
- 2018 Women Artists in Paris 1850-1900, Denver Art Museum, Speed Art Museum og Clark Art Institute, USA[6]
- 2020 Modern Women, Kunstforeningen Gl. Strand, København
- 2024 Against All Odds – Historiske kvinder og nye algoritmer, Statens Museum for Kunst. Her var tre malerier udstillet.[7]

## Hædersbevisninger
- 1900 bronzemedalje på Verdensudstillingen i Paris
- 1951 Pro Finlandia Medaljen[5]

## Sene liv, ulykke og død
Ellen Thesleff arbejdede og udstillede på solo- og gruppeudstillinger frem til de seneste år. Hun solgte og donerede træsnit til store museer som Victoria & Albert Museum i London, Cleveland Museum i USA og Metropolitan Museum i New York i årene 1925 og 1926. Hendes værker blev godt modtaget, og hun deltog i udstillinger Prag, Bratislava, Milano, Rom, Budapest og Wien.
I efteråret 1952 blev Ellen Thesleff ramt af en sporvogn i Helsinki og fik et lårhalsbrud, som svækkede hende. Hun døde godt et år senere.
| - Fotos af Ellen Thesleff - 1890 - 1893. Sigrid Granfelt(sv) bagved - 1910'erne - Ca. 1920 - Udateret |

| - Værker af Ellen Thesleff - Selvportræt, 1895 ('A Finnish Peasant Girl') - Portræt af kunstnerens mor, 1896 - Boldspil, 1909 - Florence, træsnit 1909 (gravure sur bois) - På stranden, 1913 Forte dei Marmi(en) - Ponte Vecchio, træsnit 1910-15 - Model med spejl, 1924 - Florence, træsnit, 1925 - Ung italiensk pige, 1925 - Landskab ved sø, 1937 |